# Parapachymorpha commelina
Parapachymorpha commelina är en insektsart som beskrevs av Thanasinchayakul 2006. Parapachymorpha commelina ingår i släktet Parapachymorpha och familjen Phasmatidae. Inga underarter finns listade i Catalogue of Life.